# アルマダ (ポルトガル)
アルマダ （Almada [alˈmadɐ] ( 音声ファイル)）は、ポルトガル、セトゥーバル県の都市。都市としては、人口101,500人と国内第6位。11の教区を持つ同名の基礎自治体でもある。東はセイシャル、南はセシンブラ、西は大西洋に面した長い海岸線、北から北東にかけては広大なテージョ川河口である。有名なクリスト＝レイ像はアルマダを見下ろす場所に建っている。

## 歴史
アルマダとは、アラビア語の المعدن （アルファベット転写:al-ma'adan、鉱山）に由来する。イベリア半島がアラブ人支配下にあった時代、アルマダの原野で金を利用していたことが、この時代の墓を発掘して判明している。天然の岬に位置していたアルマダはアラブ人に要塞の建設地に選ばれ、リスボンの正面にあたるテージョ川への侵入の監視、防衛に使用された。軍事要所にある村は、農業、漁業で発展した。
1147年、キリスト教軍を指揮するアフォンソ・エンリケス（のちのアフォンソ1世）がテージョ河口の要所を攻め落とした。1186年、サンシュ1世はこの土地をポルトガルのサンティアゴ騎士団へ与えた。1190年には最初の憲章をサンシュ1世に与えられた。しかし1191年、セビーリャから北上したユースフ・アル＝マンスール率いるアラブ軍が徐々に侵攻、アルカセル・ド・サル、パルメラ、アルメイダを占領し、騎士団は土地を放棄して逃亡した。アルマダの町はこの時に広範囲にわたって破壊された。

## 姉妹都市
- ポルト・アンボイン、アンゴラ
- サル、カーボベルデ

## 著名な出身者
- シルヴェストレ・ヴァレラ - サッカー選手。
- ウリセス・ガルシア - サッカー選手。
- ラファエル・レオン - サッカー選手。
- ミゲル・オリベイラ - オートバイレーサー。
- リカルド・オルタ - サッカー選手。
- アンドレ・オルタ - サッカー選手。リカルドの弟。
- コルンバノ・ボルダロ・ピニェイロ - 画家。
- ダニエラ・メルシオール - 女優。

ゆかりの人物
- ルイス・フィーゴ - サッカー選手。幼少期を過ごした。
- テルマ・モンテイロ - 柔道家。幼少期を過ごした。